# メアリーの総て
『メアリーの総て』（メアリーのすべて、原題：Mary Shelley）は、2017年のアイルランド・ルクセンブルク・アメリカ合衆国の伝記恋愛映画。ハイファ・アル＝マンスールが監督を務め、エル・ファニング、メイジー・ウィリアムズ、ダグラス・ブース、ベル・パウリー、ベン・ハーディが出演している。
ゴシック小説『フランケンシュタイン』を18歳で生み出した19世紀初頭の女性作家メアリー・シェリーの波乱の人生を描いている。
2017年9月9日に第42回トロント国際映画祭でワールド・プレミアが開催され、2018年5月25日にアメリカ、7月6日にイギリスで公開された。日本では同年12月に公開された。

## キャスト
- メアリー・シェリー: エル・ファニング
- パーシー・ビッシュ・シェリー: ダグラス・ブース
- ジョージ・ゴードン・バイロン: トム・スターリッジ
- クレア・クレアモント（英語版）: ベル・パウリー
- ウィリアム・ゴドウィン: スティーヴン・ディレイン
- ジョン・ポリドリ: ベン・ハーディ
- イザベル・バクスター: メイジー・ウィリアムズ
- メアリー・ジェイン・クレアモント（英語版）: ジョアンヌ・フロガット（英語版）

## 製作
当初、映画のタイトルは『A Storm In the Stars』だったが、2017年1月に『Mary Shelley』に変更された。ストーリーはオーストラリアのシナリオライターであるエマ・ジェンセンの脚本を基にしている。ジェンセンはスクリーンNSWとスクリーン・オーストラリアから援助を得て脚本を書き上げ、アメリカのユナイテッド・タレント・エージェンシーがプロデューサーのエイミー・ベアーに売却した。2014年2月28日にハイファ・アル＝マンスールが監督に起用された。
2014年7月30日にエル・ファニングがメアリー・シェリー役に起用された。2015年3月20日にベル・パウリーがクレア・クレアモントに起用された。5月8日にはダグラス・ブースがパーシー・ビッシュ・シェリーに起用され、ハンウェイ・フィルムズが製作及び映画の国際販売のために参加することが発表された。2016年2月19日にベン・ハーディの起用と、パラレル・フィルムズのアラン・モロニーとルース・コーディがプロデューサーとして参加することが発表された。3月2日にトム・スターリッジ、メイジー・ウィリアムズ、スティーヴン・ディレイン、ジョアンヌ・フロガットの起用が発表された。
2016年2月20日からダブリンで主要撮影が始まり、3月7日からはルクセンブルクで撮影が行われた。

## 公開
2017年9月9日にトロント国際映画祭でワールド・プレミアが開催された。IFCフィルムズとカーゾン・アーティフィシャル・アイがそれぞれアメリカ、イギリスの配給権を取得した。2018年4月28日にトライベッカ映画祭でアメリカ・プレミア上映が行われた。

## 評価
Rotten Tomatoesでは112件のレビューが寄せられ支持率40%、平均評価5.4/10となっており、Metacriticでは26件のレビューが寄せられ49/100のスコアとなっている。